# Consejo Mexicano de Asuntos Internacionales
El Consejo Mexicano de Asuntos Internacionales fue creado el 22 de noviembre de 2001. Es el primer y hasta ahora, único foro plural y multidisciplinario, abocado al debate y análisis sobre el papel de México en el mundo y la creciente influencia de los acontecimientos internacionales en el quehacer nacional. El Consejo es una asociación civil, sin fines de lucro e independiente del gobierno. Se financia exclusivamente mediante las aportaciones de sus miembros.

## Objetivos
- Crear vínculos institucionales con organizaciones homólogas en otras partes del mundo.
- Desarrollar proyectos de investigación sobre temas relevantes que se conviertan en herramientas eficaces para la toma de decisiones.

## Junta directiva[2]
| CARGO                                   | NOMBRE                 |  |
|                                         |                        |  |
| Presidente                              | Luis Rubio             |  |
| expresidente                            | Enrique Berruga        |  |
| expresidente                            | Fernando Solana        |  |
| expresidente                            | Andrés Rozental        |  |
| expresidente                            | Jaime Zabludovsky      |  |
| Vicepresidente                          | Luis de la Calle       |  |
| Vicepresidente                          | Carlos Heredia         |  |
| Vicepresidenta                          | Claudia Ávila Connelly |  |
| Vicepresidenta                          | Susana Chacón          |  |
| Consejero                               | Carlos Camacho         |  |
| Consejera                               | Luz María de la Mora   |  |
| Consejero                               | Leonardo Curzio        |  |
| Consejero                               | Homero Campa           |  |
| Consejero                               | Enrique Hidalgo        |  |
| Consejero                               | Julio Madrazo          |  |
| Consejero                               | Eduardo Guerrero       |  |
| Consejera                               | Martha Mejía           |  |
| Consejera                               | Solange Márquez        |  |
| Consejera                               | Rosario Green          |  |
| Secretario Técnico y Consejero Jurídico | Miguel Jáuregui        |  |
| Tesorero                                | Timothy Heyman         |  |
| Directora                               | Mariana Campero        |  |

## Asociados[3]
El COMEXI cuenta dentro de sus miembros con más de 450 personalidades de diferentes sectores y corrientes ideológicas, a través del Programa Ordinario y de sus tres programas especiales: el Programa Corporativo, dirigido a las empresas líderes; el Programa Institucional, que agrupa a las representaciones diplomáticas extranjeras en México y a centros de investigación y docencia, así como, el Programa de Jóvenes, creado para apoyar en la formación de futuros líderes.
Asociados Corporativos
| Citibanamex  | Chubb          |
| ExxonMobil   | Grupo FEMSA    |
| Microsoft    | Grupo Televisa |
| TenarisTamsa | Zimat          |

Asociados Institucionales
| Embajada de los Estados Unidos                                                                         | Delegación de Québec                                           |
| Embajada de Canadá                                                                                     | Embajada de Australia                                          |
| Delegación de la Unión Europea                                                                         | Universidad Iberoamericana                                     |
| Embajada del Japón                                                                                     | Organización para la Cooperación y el Desarrollo Económico     |
| Embajada de Nueva Zelandia                                                                             | Embajada de Suiza                                              |
| Universidad Anáhuac México Norte                                                                       | Centro de Investigaciones sobre América del Norte (Cisan-UNAM) |
| Instituto Nacional de Administración Pública                                                           | Embajada de la República Popular China                         |
| Embajada de Brasil                                                                                     | Embajada de Suecia                                             |
| Embajada de Argentina                                                                                  | Instituto Tecnológico Autónomo de México                       |
| Embajada del Reino de Marruecos                                                                        | Embajada del Reino de Arabia Saudita                           |
| Embajada del Reino Unido de la Gran Bretaña e Irlanda del Norte                                        | Embajada de Israel                                             |
| Coordinación General de Asuntos Internacionales y Relaciones Parlamentarias del Senado de la República | ILCE                                                           |
| Embajada de Georgia                                                                                    | Opanal                                                         |
| Embajada de Alemania                                                                                   | Embajada de Rusia                                              |
| Embajada del Reino de España                                                                           | Facultad Latinoamericana de Ciencias Sociales (Flacso)         |

## Actividades
El COMEXI ha sido autor de materiales inéditos, como el estudio de opinión bianual “México y el Mundo:”, elaborado de manera conjunta con el Centro de Investigación y Docencia Económicas (CIDE). Adicionalmente, publicó una Colección de Cuadernos del Consejo Mexicano de Asuntos Internacionales que abordó temas importantes de la quehacer internacional.
Una faceta adicional de los objetivos del Consejo es la de participar en conferencias, grupos de estudio o talleres sobre temas de relevancia para México y sus socios internacionales. Se cuenta con la afiliación a los principales think tanks en todo el mundo. Desde 2003 el Woodrow Wilson Internacional Center for Scholars y el COMEXI instituyeron el Programa de Estancias de Investigación Académica en Políticas Públicas para investigadores sobre temas de la relación bilateral México-Estados Unidos. A través de éste, cada año alrededor de tres especialistas realizan estancias de investigación en la sede del Wilson Center, en Washington, D.C.
A la fecha,se ha ido consolidando como líder de opinión en materia de política exterior. Destaca la aparición del Consejo en programas de análisis de radio y televisión, además de los más de 30 ASOCIADOS EN LA PRENSA que publican en los medios impresos de manera cotidiana. 
De acuerdo al Índice Global de Think Tanks publicado por la Universidad de Pensilvania (poner vínculo), el COMEXI es el mejor think tank de México, el segundo mejor de México y Canadá y uno de los más importantes a nivel global. El nivel de los Asociados y sus deliberaciones, en un marco informal y abierto, ha ido convirtiendo al COMEXI en un foro obligado de encuentro para las personalidades que visitan nuestro país.

## Centro de Información
El Sitio web cuenta con un Centro de Información que ofrece a los interesados en la agenda internacional, una serie de documentos (algunos inéditos), producto de la investigación realizada por el Consejo en las instituciones de mayor reconocimiento a nivel mundial.
El Centro se encuentra dividido de manera regional y temático, lo que facilita la navegación a los usuarios.

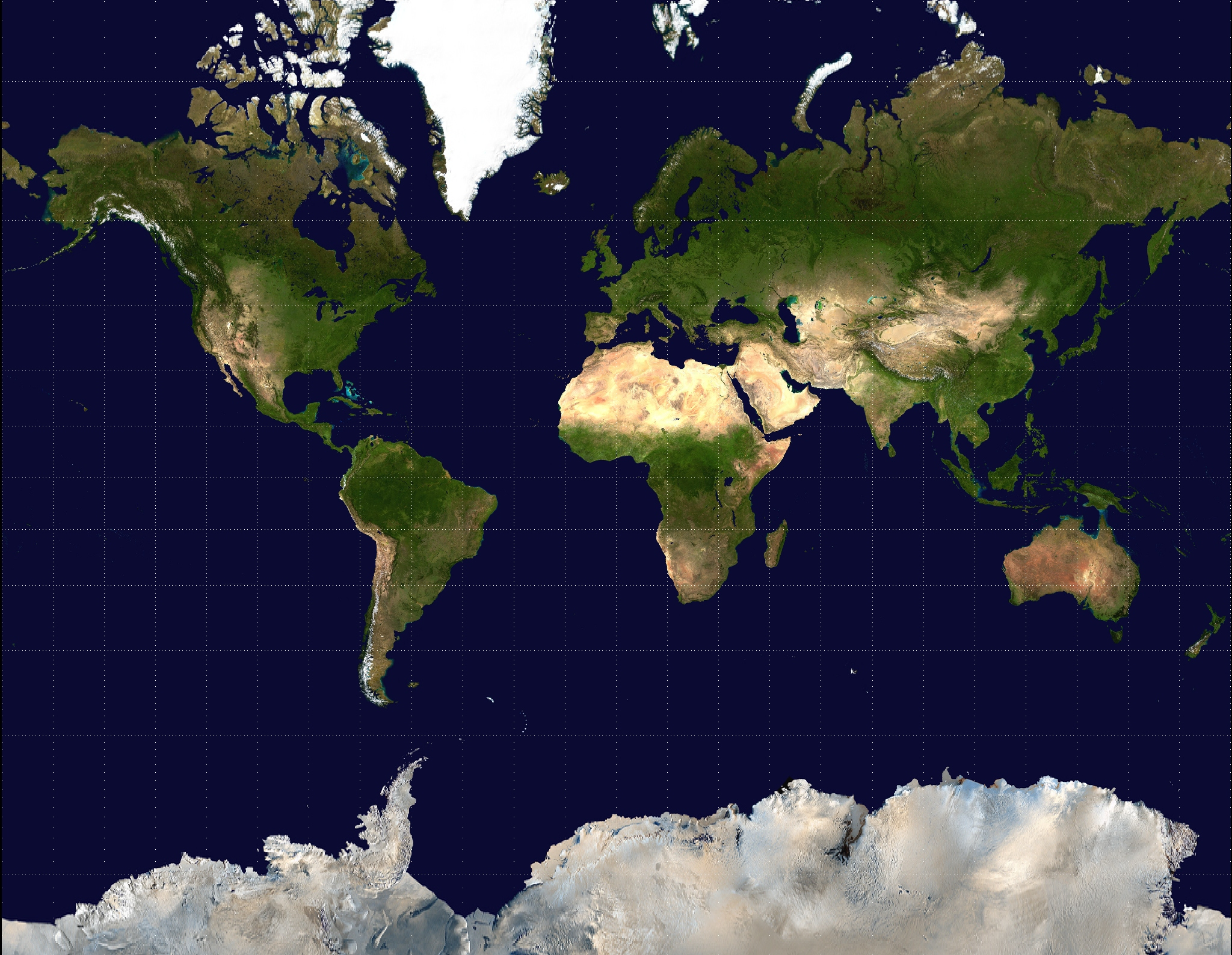
Centro de Información Regional.

Regional
1. América del Norte
2. América Latina
3. África
4. Europa
5. Medio Oriente
6. Rusia y Asia Central
7. Asia
8. Oceanía

Temático
1. Crisis Financiera
2. Derechos Humanos
3. Economía
4. Medio Ambiente y Cambio Climático
5. Migración
6. Organismo Internacionales
7. Política Exterior de México
8. Seguridad
9. Democracia
10. Desarme
11. Energía
12. México en el Consejo de Seguridad
13. Opinión Pública
14. Política Internacional
15. Relaciones México-Estados Unidos
16. Sistema Alimentario Mundial